# Philadelphia Cycling Classic (mannen)
De Philadelphia Cycling Classic was een wielerwedstrijd gehouden in de stad Philadelphia, Pennsylvania, Verenigde Staten. Deze wedstrijd werd tussen 1985 en 2016 jaarlijks verreden, en heeft de huidige naam sinds 2013. De wedstrijd maakte deel uit van de UCI America Tour in de categorie 1.1. Deze wedstrijd maakte tot 2008 deel uit van een triptiek, samen met de Lancaster Classic en de Reading Classic, die beide na 2008 niet meer verreden werden.
In januari 2017 werd bekend dat door geldgebrek de editie van dat jaar niet door zal gaan. In oktober van dat jaar werd bekend dat door een petitie de wedstrijd op 3 juni 2018 weer verreden zal worden. Begin 2018 werd echter duidelijk dat ook deze editie niet door zou gaan en kwam er hiermee een definitief einde voor deze wielerwedstrijd.

## Lijst van winnaars

### Meervoudige winnaars
| Overwinningen | Renner       | Land             | Jaren       |
| ------------- | ------------ | ---------------- | ----------- |
| 2             | Bart Bowen   | Verenigde Staten | 1992 + 1998 |
| 2             | Kiel Reijnen | Verenigde Staten | 2013 + 2014 |

### Overwinningen per land
| Overwinningen | Land                                                                                   |
| ------------- | -------------------------------------------------------------------------------------- |
| 13            | Verenigde Staten                                                                       |
| 4             | Italië                                                                                 |
| 3             | Denemarken, Spanje                                                                     |
| 2             | Australië                                                                              |
| 1             | Argentinië, Canada, Duitsland, Verenigd Koninkrijk, Nederland, Nieuw-Zeeland , Rusland |